# The Crusade (Doctor Who)
The Crusade (La Cruzada) es el sexto serial de la segunda temporada de la serie británica de ciencia ficción Doctor Who, emitido por primera vez en cuatro episodios semanales emitidos del 27 de marzo al 17 de abril de 1965. La historia está ambientada cerca de Jerusalén, en Palestina, durante la Tercera Cruzada.

## Argumento
La TARDIS se materializa en la Palestina del siglo XII, durante la Tercera Cruzada, y sus ocupantes al salir son asaltados por los sarracenos. En la confusión, Barbara es secuestrada por ellos, mientras los demás evitan que maten a William de Tornebu, aliado del Rey Ricardo. Junto a Barbara, también ha sido capturado William des Preaux, otro compañero del rey, que finge ser Ricardo para proteger a su rey. El Doctor, Ian y Barbara deciden llevar a William de Preux hasta Ricardo, pero también deben rescatar a Barbara antes de que sea tarde. Mientras Ian, armado caballero, parte a buscar a Barbara, esta debe escapar del terrible Al Akir, y el Doctor y Vicky se ven inmiscuidos en líos palaciegos. 

## Continuidad
Barbara habla a Saladino de las aventuras recientes que han tenido en un mundo alienígena gobernado por insectos (The Web Planet), en Roma en la época de Nerón (The Romans) y en Inglaterra mil años en el futuro (The Dalek Invasion of Earth).

## Producción
| Episodio             | Fecha de emisión    | Duración | Espectadores en millones | Estado en el archivo              |
| -------------------- | ------------------- | -------- | ------------------------ | --------------------------------- |
| The Lion             | 27 de marzo de 1965 | 24:56    | 10,5                     | Película de 16mm                  |
| The Knight of Jaffa  | 3 de abril de 1965  | 23:28    | 8,5                      | Solo quedan fotogramas y el audio |
| The Wheel of Fortune | 10 de abril de 1965 | 24:51    | 9,0                      | Película de 16mm                  |
| The Warlords         | 17 de abril de 1965 | 23:40    | 9,5                      | Solo quedan fotogramas y el audio |
| [ 1 ] [ 2 ] [ 3 ]    |                     |          |                          |                                   |

### Episodios perdidos
- Las copias de los cuatro episodios se creían perdidas tras la purga masiva de los archivos de la BBC en los setenta, cuando BBC Enterprises borró las copias. La filmoteca de la BBC conservaba una copia de The Wheel of Fortune que había adquirido accidentalmente, pero la copia de The Lion se había borrado en 1972.
- El primer episodio de la siguiente historia, The Space Museum, comienza con un breve fragmento del final del episodio cuarto, The Warlords, cuando los viajeros del tiempo, vestidos de época alrededor de la consola de la TARDIS. Está confirmado que no es una regrabación de la escena sino la misma escena del episodio original, ya que se oye un tosido tanto en esa versión como en el audio conservado de la versión perdida. Es el único fragmento superviviente de ese episodio cuarto.
- Durante años, se creía que no se conservaba ni siquiera el audio de la historia, hasta que se localizaron copias del audio en 1995.
- En 1999, Neil Lambess y Paul Scoones encontraron una copia de The Lion en la colección de Bruce Grenville, un coleccionista de cine de Nueva Zelanda. La New Zealand Broadcasting Corporation había comprado la historia en los sesenta, pero no la había emitido.